# Titanic: Honor and Glory
Titanic: Honor and Glory је видео игра коју прави група програмера звана Vintage Digital Revival у програму Unreal Engine 4. Радња игре је смештена на РМС Титаник и његово прво и трагично прекоокеанско путовање. Игра ће представити историјски најисправнији модел Титаника до сада, израђен до најситнијих детаља, и биће представљена у виду најреалистичнијег искуства историјског догађаја на основу ког је заснована игра. 

## Историјски осврт
Место радње ове игре јесте прекоокеански пароброд РМС Титаник, изграђен 1911. године на бродоградилишту Харланд и Вулф у Белфасту. То је био највећи путнички брод који је постојао у то време. Његова конструкција је завршена у фебруару 1912. године и већ је тог априла требало да крене на своје прво путовање, од Саутхемптона до Њујорка. На путу је брод ударио у ледени брег и потонуо два сата и четрдесет минута касније, раних јутарњих сати 15. априла 1912. Иако је Титаник користио најнапреднију технологију и имао најлуксузније акомодације у то време, брод је ипак на крају потонуо, а од 2.208 људи страдало је 1.496, а преживело 712, што је ово учинило прилично познатим случајем који је шокирао тадашње друштво.

## Процес играња
Мод приче је претходно имао неколико нивоа са разним циљевима који воде причу у заплет, што даје играчу да се упозна са правим историјским личностима које су биле на Титанику, као и да истражује сам брод са сврхом. У њему, главни лик је Овен Роберт Морган, 23-годишњи Американац и дипломата са Универзитета у Оксфорду. Док је Морган на путу да сретне старог пријатеља, игром случаја, оптужен је за убиство и пљачку као главни осумњичени. Како би избегао неправедан исход, треба да се укрца на Титаник како би избегао више власти и нашао праве починиоце, будући да је сазнао да су исти бежали из Велике Британије преко Титаника. За време путовања, које захваљујући неизбежном историјском преокрету траје само пет дана, он треба да проведе време успевајући да за себе добије поштовање и помоћ од извесних личности како би успео да склопи трагове у једну смислену ситуацију око тога шта се дешава. На вече 14. априла 1912, непосредно пре поноћи, деси се незамисливо и Титаник се судари са сантом леда. Пре него што је било ко у стању да сазна шта се десило, Титаник почне да неизбежно тоне. Због тога, играч мора пажљиво да ради како би имао довољно доказа пре него што га ухвате официри брода. И након судара, остаје му свега два сата и четрдесет минута како би потпуно завршио мистерију.
Уз мод приче је и било још додатна 3 мода. Најстакнутији је био мод туре, или мод у коме је играчу дозвољено да обилази не само ентеријер и екстеријер брода, већ и улице Саутхемптона без рестрикција као код мода приче. Следећи је мод симулатор у којем је играчу могло да омогући да плови Титаника, а и по могућности и друге бродове попут његови сестрински бродови Олимпик и Британик. И последњи, мултиплејер мод, који је првобитно требао да има два под-мода: причу и путовање. Овај мод је омогучавао да више играча могу да би заједно имали искуство током Титаниковог путовања.
Међутим, након што је Том Лински напустио пројекат, овај план је био одбачен у корист новог плана за игру. 

## Детаљи

### Алфа игра
Тим ради на бесплатној алфа верзији игре у којем играчи могу да обилазе просторије брода, као и ентеријер и екстеријер, на којима ће се радити током редовних ажурирања. Претплатници ће имати прилику да добију ранији приступ које ће им бити доступно са новијим просторијама на броду. Уз овај потпуни мод обиласка биће и интерактивност играча са предметима као што су машинерија на броду. отварање и затварање врата, контролисање кранова итд. Уз то су и унос дневника у којем играч може да прочита о ком предмету се прича. И биће и колекционарство у којем играч може да налази предмете који су разбацани по броду. 

### Планиране карактеристике
Упланираним карактеристика спадају мод обиласка са водичем, нарација, мод у којем играч може да гледа како брод тоне и још много тога.